# Perchta II. z Boskovic
Perchta II. z Boskovic (? – 2. července 1482 Staré Brno) byla moravská šlechtična z rodu Boskoviců. Mezi lety 1464 a 1482 abatyší cisterciáckého kláštera na Starém Brně.

## Původ a klášterní život
Perchta (někdy také Berta či Berchta) pocházela z rodu Boskoviců, jejími rodiči byli nejspíše Beneš Černohorský z Boskovic a Machna ze Šternberka. Jedním z jejich sourozenců měl být olomoucký biskup Tas z Boskovic.

### Česko-uherské války a obnova kláštera
Starobrněnský klášter byl ve 20. letech 15. století vypleněn Husity a kostel vypálen. K opětovnému zpustošení kláštera a vypálení kostela došlo roku 1467 během česko-uherských válek při obléhání Brna Viktorinem, synem Jiřího z Poděbrad. Komunita klášter musela opustit a navrátila se roku 1470. Posléze byl klášter s kostelem pod abatyší Perchtou postupně opravován a oltáře sv. Kříže a tři boční oltáře posvěceny biskupem Tasem z Boskovic dne 13. srpna 1470. V rámci této opravy nechala Perchta vybavit kostel novým oltářem sv. Kříže s hlavním votivním a odpustkovým obrazem Mše sv. Řehoře z roku 1480 (na rámu je nápis PERCHTA ABBATTISSA DE BOSKOVIC 1480). Roku 1480 rovněž nadala oltáře Božího Těla, sv. Kříže a apoštolů sv. Šimona a Judy 25 zlatými, aby se tu ročně sloužily tři mše svaté za spásu duší jejich rodičů. V rámci této obnovy byly pořízeny deskové malby Legenda sv. Liberia – Zázrak Panny Marie Sněžné (1480, revers opět Mše sv. Řehoře), Křest sv. Augustina (ca 1480), či další malby z původně mariánského nebo christologického cyklu Madona ochránkyně (ca 1480), Dvanáctiletý Ježíš v chrámu (ca 1480). Náměty obrazů, jejich ikonografie a funkce nejspíše reprezentují přiklonění se ke katolické víře a protireformaci. Pozdněgotické oltáře zanikly s barokizací kostela, kterou roku 1762 iniciovala abatyše Antonia von Ulrici, dochované panely obrazů roku 1819 daroval augustiniánský opat Benedikt Eder nově vzniklému Františkovu muzeu (dnes v Moravské galerii).

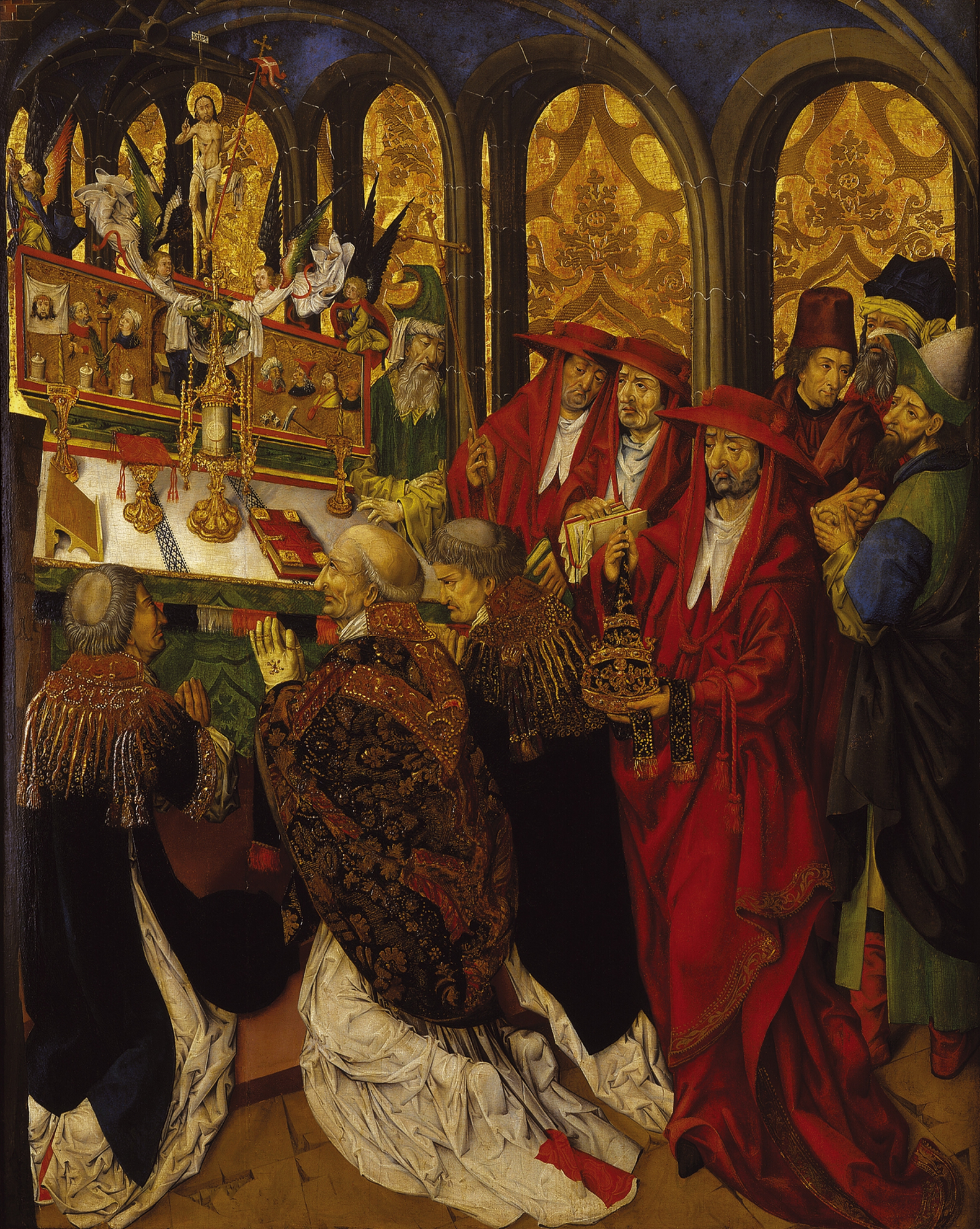
Mše sv. Řehoře
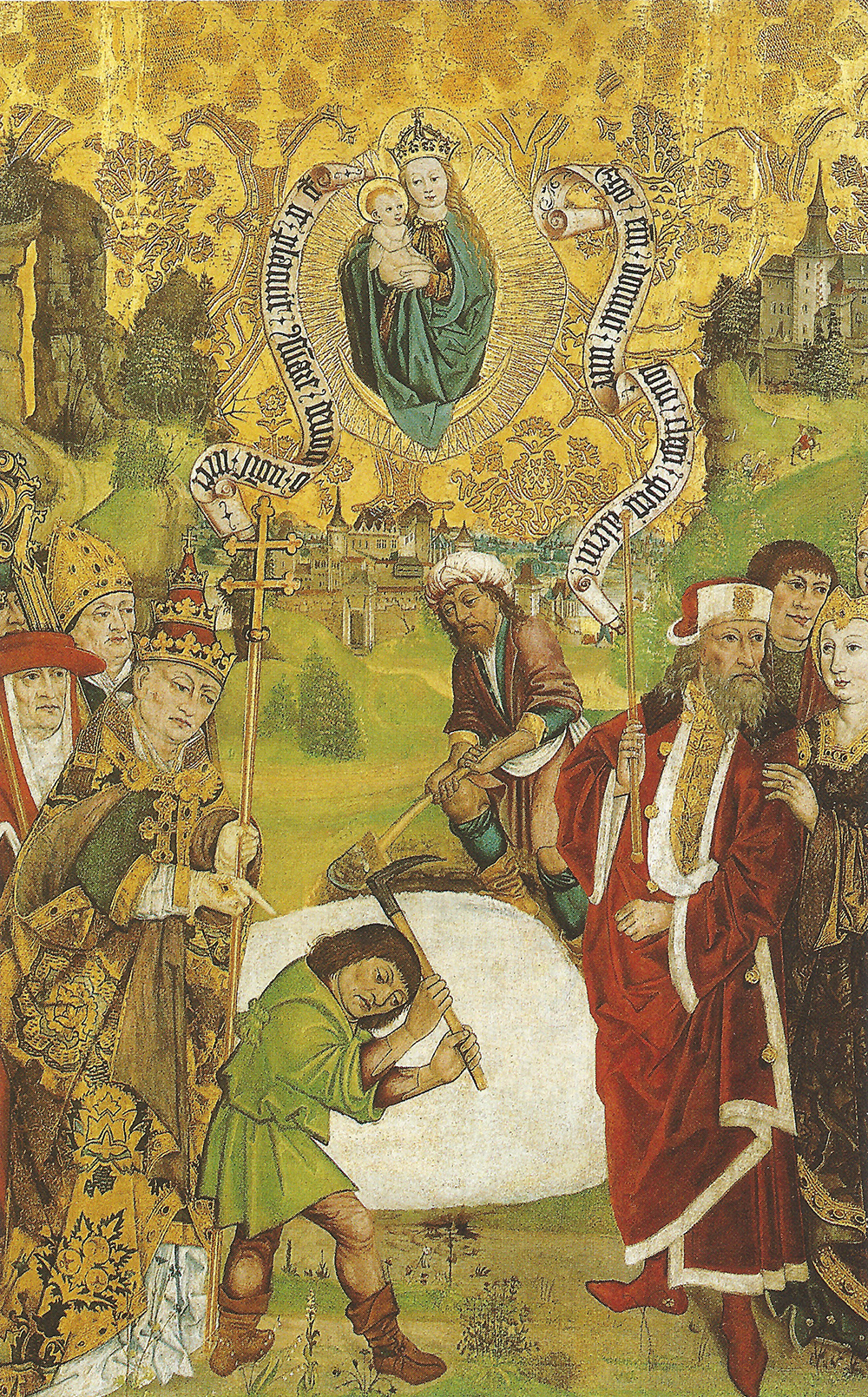
Zázrak Panny Marie Sněžné
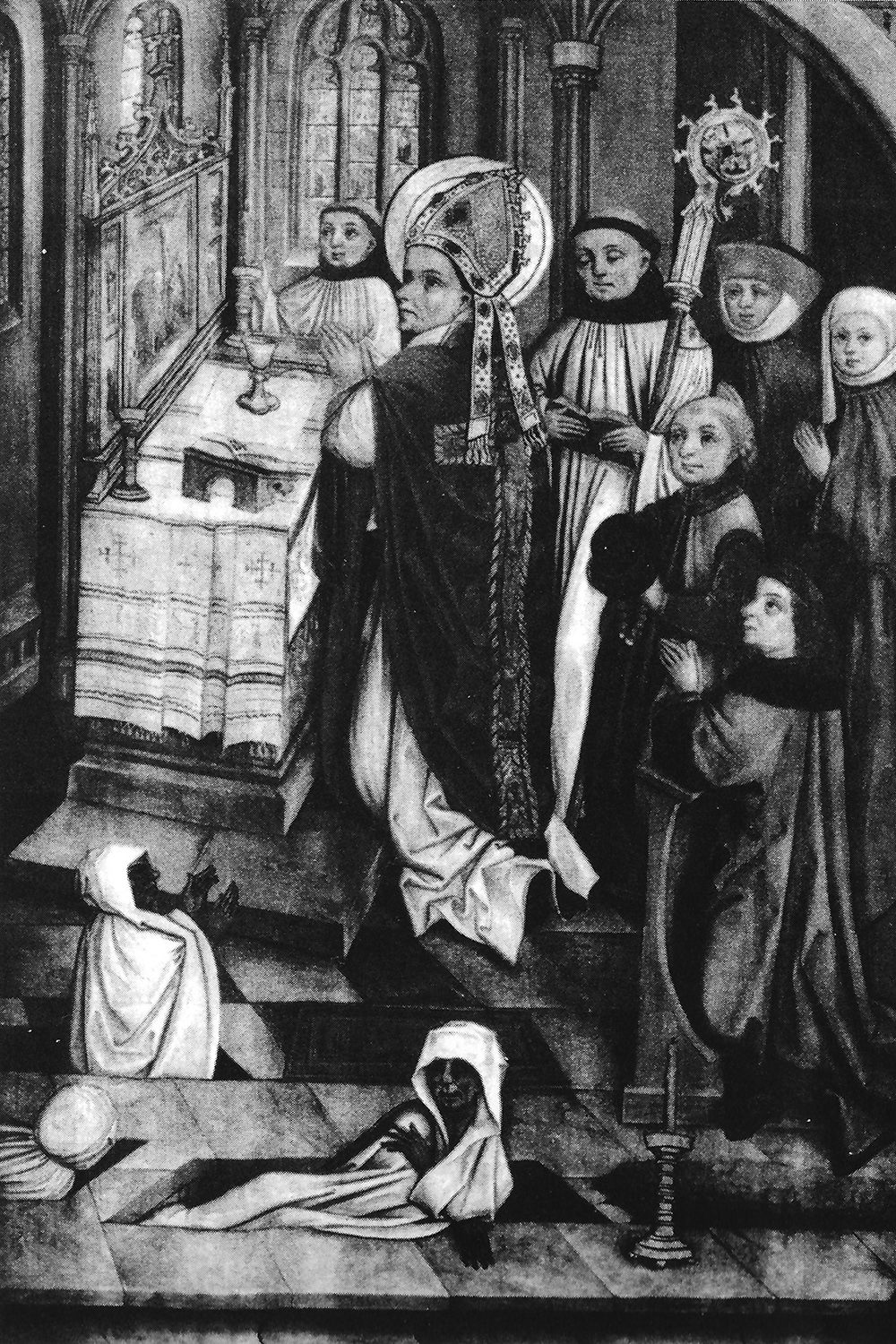
Mše sv. Řehoře (revers)
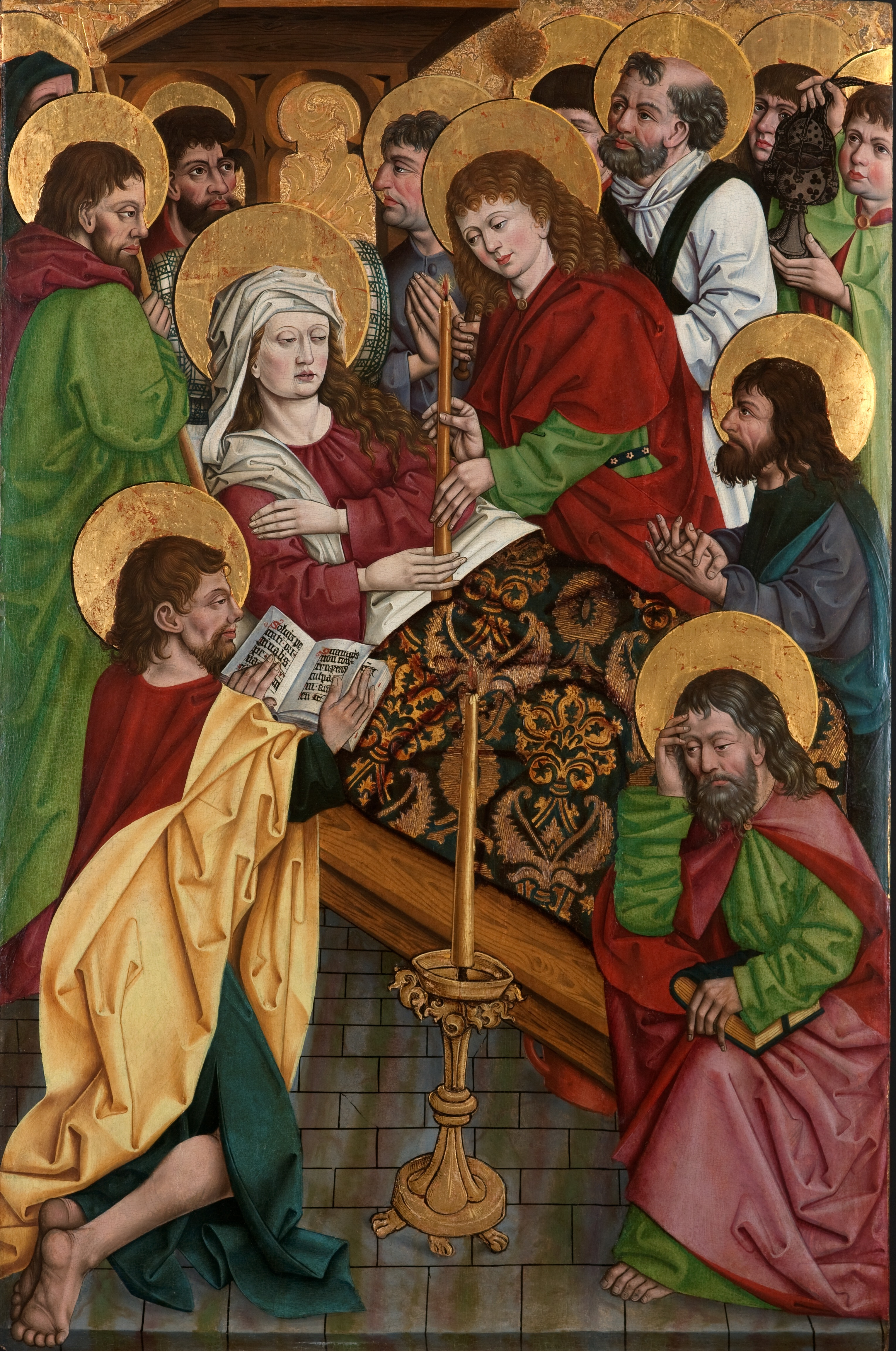
Smrt Panny Marie
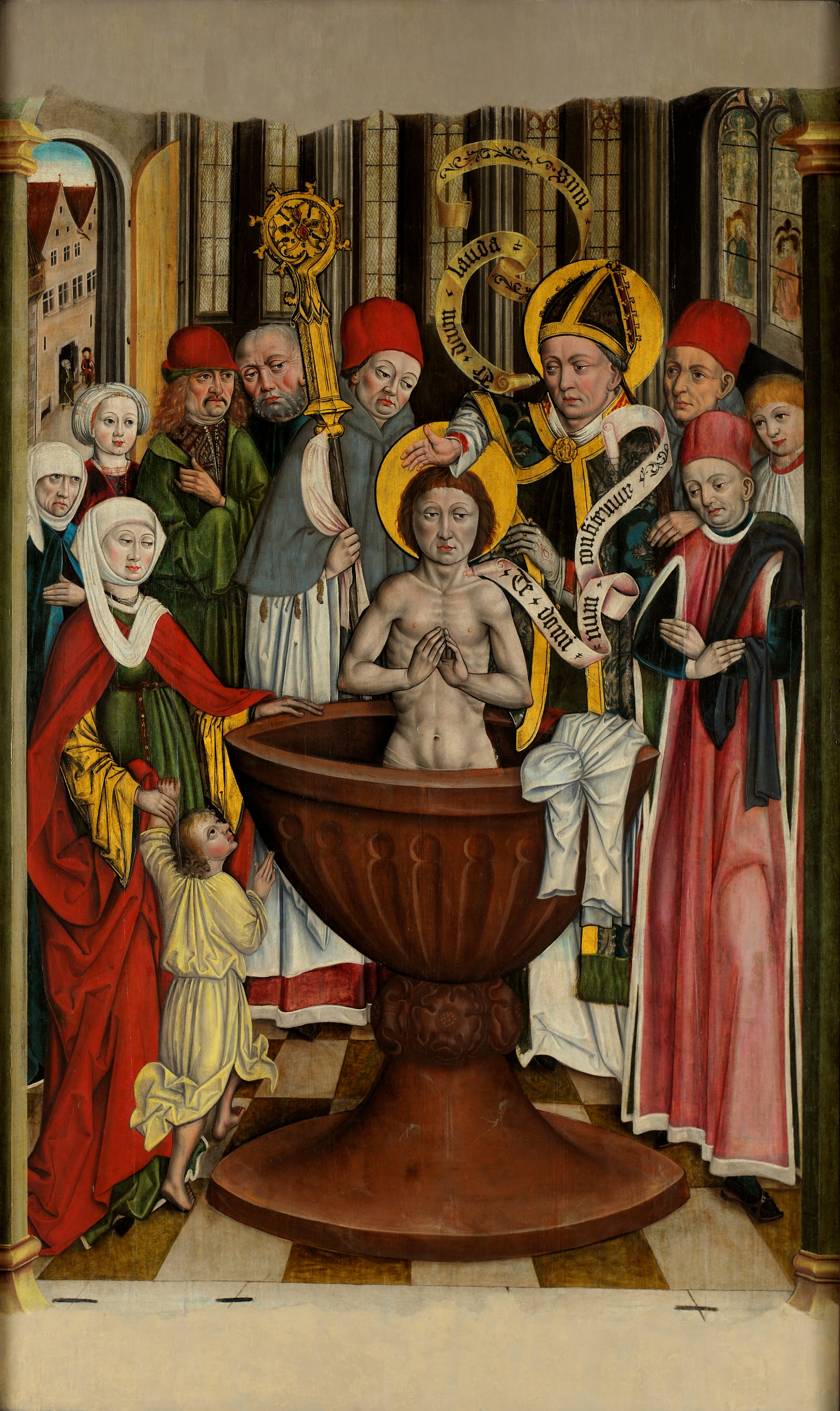
Křest sv. Augustina
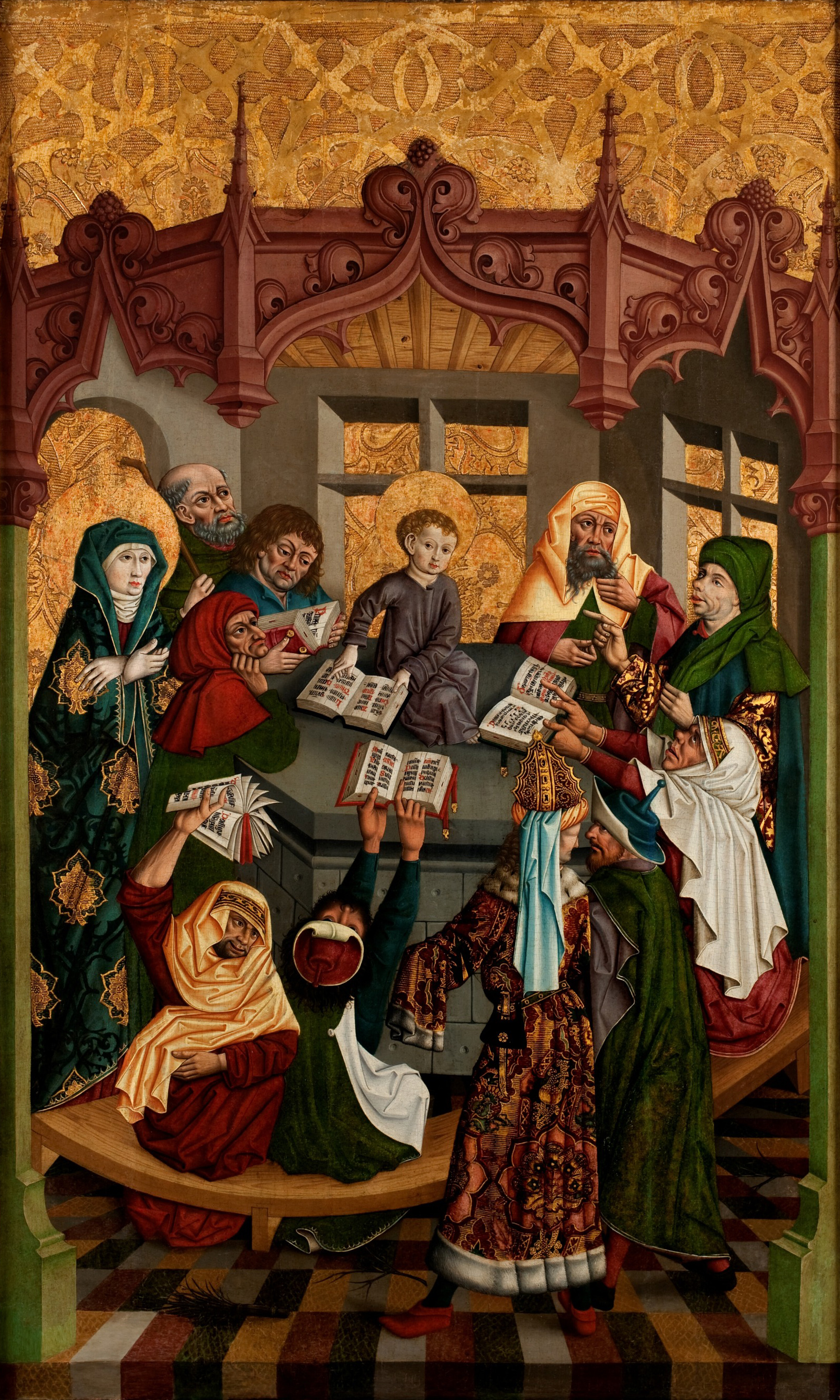
Dvanáctiletý Ježíš v chrámu

Perchta se u těch, již chtěli klášter zbavit jejich statků, domáhala práva před zemským soudem. Roku 1464 pohnala před soud Milotu z Tvorkova ze 100 hřiven, že jí odňal na obecní silnici, víno a klášterní dobytek. Jiřího z Kravař a na Strážnici pohnala ze 200 hřiven, za to že jí držel bez práva dvůr v Nosálovicích, Hynka z Kukvic a na Rosicích ze 300 hřiven, za to že vzal klášteru vsi Omice a Bukovany, a Protivce ze Zástřizl a na Pavlovicích ze 200 hřiven, že klášteru odňal les Lhotu u Žárošic. Stejným způsobem poháněla jiné škůdce kláštera, když byl opět zahájen soud zemský roku 1480 a 1481.